# رومزی
رومزی (به انگلیسی: Romsey) (‎/ˈrɒmzi/‎ ROM-zee) یک شهرک کوچک در انگلستان است که در جنوب شرقی انگلستان واقع شده‌است.